# Lurking Fear
Lurking Fear è l'ottavo album in studio del gruppo musicale Mekong Delta, pubblicato il 2007. 

## Tracce
1. Society in Dissolution – 4:58
2. Purification – 5:06
3. Immortal Hate – 5:16
4. Allegro Furioso – 3:07
5. Rules of Corruption – 5:27
6. Ratters – 5:04
7. Moderato – 3:52
8. Defenders of the Faith – 7:02
9. Symphony of Agony – 5:08
10. Allegro – 4:16

## Formazione
- Leo Szpigiel - voce
- Peter Lake - chitarra
- Ralph Hubert - basso, chitarra
- Uli Kusch - batteria